# DO YOUR BEST (ピンク・レディーの曲)
「DO YOUR BEST 」（ドゥー・ユア・ベスト）は、1979年12月5日にリリースされた日本のアイドルグループ・ピンク・レディーの16枚目のシングルである。

## 概要
元々「DO YOUR BEST」は、翌1980年に開催されたモスクワオリンピックに出場する予定だった日本人選手を応援する意味合いで作られた曲であったが、日本がモスクワオリンピックをボイコットし、不参加を表明したことによりそうした意味合いが消滅した。
当時も軽く振りが付いていたが、2003年から2005年まで期間限定で行われたメモリアルコンサートのVol.2、Vol.3にて新しい大胆な振付で再披露した。振り付けを担当したのはKABA.ちゃん。サビ部分の"DO" "YOUR" "BEST"の振りは、手を"グー" "チョキ" "グー"をする動きで、観客に振り付け指導をする場面もあった。

## 収録曲
1. DO YOUR BEST
作詞：伊達歩／作曲：都倉俊一／編曲：井上鑑
2. 愛しのニューオリンズ
作詞：伊達歩／作曲・編曲：都倉俊一